# Бусилци
Бусилци (на македонска литературна норма: Бусилци) е село в Северна Македония.

## География
Селото е разположено на 25 километра югозападно от град Велес, на левия бряг на река Бабуна. Църквата „Свети Илия“ в селото е дело на Андон Китанов.

## История
Според статистиката на Васил Кънчов („Македония. Етнография и статистика“) в края на XIX век Бусилца има 155 жители българи християни.
Жителите му в началото на века са под върховенството на Българската екзархия - според статистиката на секретаря на Екзархията Димитър Мишев („La Macédoine et sa Population Chrétienne“) в 1905 година в Бусилци живеят 200 българи екзархисти и в селото работи българско училище. През учебната 1912/1913 година учител в селото е Константин Талаганов.
При избухването на Балканската война в 1912 година един човек от Бусилци е доброволец в Македоно-одринското опълчение.
След Междусъюзническата война в 1913 година селото попада в Сърбия.
На етническата си карта от 1927 година Леонард Шулце Йена показва Бусилца (Busilca) като българско християнско село.
Според преброяването от 2002 година селото има 18 жители.
| Националност     | Всичко |
| северномакедонци | 10     |
| албанци          | 6      |
| турци            | 0      |
| цигани           | 0      |
| власи            | 0      |
| сърби            | 0      |
| бошняци          | 0      |
| други            | 2      |